# Gurjevszk (Kemerovói terület)
Gurjevszk (oroszul: Гурьевск) város Oroszország Kemerovói területén, a Gurjevszki járás székhelye.
Népessége: 24 817 fő (a 2010. évi népszámláláskor).

## Elhelyezkedése
Kemerovo területi székhelytől kb. 150 km-re délre, a Szalair-hátság északkeleti lejtőjén, a Malij Bacsat folyó partján helyezkedik el. Vasútállomás a Belovóból délnyugat felé leágazó vasúti mellékvonalon.

## Története
A közeli Szalair település környékén található ezüstlelőhelyekre alapozva 1812–1815 között ezüstolvasztót építettek, mely 1816-ban kezdett termelni. Mellette munkatelep alakult ki, a mai város elődje. Az üzemben nyert ezüstre az 1812-es napóleoni háborút követő helyreállításhoz volt szükség. Évekkel később megszervezték a vasgyártást is. 1839-ben az üzem leégett, helyreállításakor vasöntödévé és vasgyárrá alakították. A közelben nyitották meg a Kuznyecki-medence első szénbányáját 1851-ben, és a gurjevszki gyárban elkezdődtek a szénnel ötvözés kísérletei. Miután 1896-ban megindult a vasúti közlekedés, a vasat az uráli kohászati üzemekből szállították, és Gurjevszk termelése szinte teljesen leállt.
A szovjet korszakban a gyárat felélesztették. 1924-ben itt helyezték üzembe Szibéria első Martin-kemencéjét, és a következő évben elkészült a hengermű. Ezzel létrejött az első teljes ciklusú kohászati kombinát: öntöttvas-, és acélgyártás, hengerlés. 1938-ban Gurjevszk városi rangot kapott.
A járást 1935-ben hozták létre a Novoszibirszki terület részeként, majd 1943-ban a Kemerovói területhez csatolták. 1963–1986 között a város nem volt járási székhely, területe a Belovói járáshoz tartozott, 1987 január óta az újból létrehozott Gurjevszki járás székhelye.